# Idaville
Idaville az Amerikai Egyesült Államok északnyugati részén, Oregon állam Tillamook megyéjében elhelyezkedő népszámlálás által kijelölt hely és jogi személyiséggel nem rendelkező közösség.
A 2010. évi népszámlálási adatok alapján 337 lakosa van. Teljes területe 1,27 km, melynek 100%-a szárazföld.
Idaville-t Warren N. Vaughn alapította 1870 körül; a területet Ida nevű lánya után nevezte el. A postahivatal 1922-től 1927-ig működött.

## Népesség
A 2010-es népszámláláskor 337 lakója, 157 háztartása és 91 családja volt. A népsűrűség 265,4 fő/km². A lakóegységek száma 173, sűrűségük 136,2 db/km². A lakosok 92,3%-a fehér, 1,2%-a indián, 1,5%-a ázsiai, 3,3%-a egyéb-, 1,8% pedig kettő vagy több etnikumú. A spanyol vagy latino származásúak aránya 8% (6,5% mexikói, 1,2% Puerto Ricó-i, 0,3% pedig egyéb spanyol/latino származású).
A háztartások 13,4%-ában élt 18 évnél fiatalabb. 44,6% házas, 7% egyedülálló nő, 6,4% pedig egyedülálló férfi; 42% pedig nem család. 32,5% egyedül élt; 20,4%-uk 65 éves vagy idősebb. Egy háztartásban átlagosan 2,12 személy élt; a családok átlagmérete 2,62 fő.
A medián életkor 52,6 év volt. A lakók 15,5%-a 18 évesnél fiatalabb, 4,2% 18 és 24 év közötti, 17,5%-uk 25 és 44 év közötti, 37,4%-uk 45 és 64 év közötti, 25,5%-uk pedig 65 éves vagy idősebb. A lakosok 53,4%-a férfi, 46,6%-uk pedig nő.